# مطوي العنبة
مطوي العنبة (الاسم العلمي: Ptychococcus)، جنس نباتات مُزهرة أحادية المسكن من فصيلة النخلية، تنتشر في غينيا الجديدة وجزر سليمان. وهو قريبٌ من مطوي البذرة، ولا يختلفان إلا في شكل البذرة ونوع الغلاف الداخلي. الاسم مزيجٌ من الكلمة الإغريقية ptychos "طَيّة " والكلمة اللاتينية coccus "عنبة".